# Mark Gaj
Mark Isajewicz (Isaakowicz) Gaj, właśc. Sztokland (ros. Марк Исаевич (Исаакович) Гай (Штоклянд), ur. 18 grudnia?/30 grudnia 1898 w Winnicy, zm. 20 czerwca 1937 w Moskwie) – funkcjonariusz radzieckich służb specjalnych, komisarz bezpieczeństwa państwowego II rangi, szef Wydziału Specjalnego OGPU ZSRR/NKWD ZSRR (1933-1936).

## Życiorys
Żyd, 1916-1918 studiował na Wydziale Prawnym Uniwersytetu Kijowskiego, od października 1917 do lutego 1918 w oddziałach Czerwonej Gwardii w Winnicy i Kijowie, od lutego do października 1918 w działalności podziemnej w Kijowie, następnie w Armii Czerwonej, od marca 1919 członek RKP(b)/WKP(b), 1919 komendant Chersonia, 1920 szef wydziału politycznego 36 Samodzielnej Brygady Piechoty i 59 Dywizji Piechoty. Od maja 1920 szef wydziału politycznego 59 Dywizji Czeki, 1921 zastępca szefa i szef wydziału politycznego Wojsk Ochrony i Obrony Kolei Ukrainy i Krymu, pomocnik szefa, a 1921-1922 szef Politycznego Sekretariatu Wojsk Czeki Ukrainy i Krymu. Od 10 maja do 9 września 1922 szef Sekcji Organizacyjno-Inspektorskiej Wydziału Politycznego Wojsk Czeki, od 9 września do 1 listopada 1922 zastępca szefa Sekcji Agitacyjno-Propagandowej Wydziału Politycznego Wojsk Czeki, od 1 listopada do 16 października 1923 pomocnik szefa Wydziału Politycznego Wojsk Czeki/OGPU. Od 16 października 1923 do 1 marca 1924 starszy inspektor, a od 1 marca do 29 października 1924 zastępca szefa ds. politycznych Głównego Inspektora Wojsk OGPU przy Radzie Komisarzy Ludowych ZSRR, od 22 sierpnia 1925 do 31 stycznia 1927 szef Wydziału Politycznego Samodzielnej Dywizji Specjalnego Przeznaczenia przy Kolegium OGPU przy Radzie Komisarzy Ludowych ZSRR, w styczniu-lutym 1927 tymczasowy p.o. dowódcy tej dywizji. Od 12 maja do 1 grudnia 1927 pomocnik szefa Oddziału IV Zarządu Ekonomicznego OGPU ZSRR, od 1 grudnia 1927 do 11 lutego 1929 szef Oddziału VIII Zarządu Ekonomicznego OGPU, od 11 lutego 1929 do 16 lipca 1930 szef Oddziału IX Zarządu Ekonomicznego OGPU ZSRR, od 16 lipca 1930 do 30 sierpnia 1931 pomocnik szefa Zarządu Ekonomicznego OGPU ZSRR, równocześnie od 1 kwietnia do 30 sierpnia 1931 szef Oddziału I tego zarządu, od 30 sierpnia 1931 do 5 grudnia 1932 zastępca szefa Zarządu Ekonomicznego OGPU ZSRR. Od 5 grudnia 1932 zastępca szefa, a od 1 czerwca 1933 do 28 listopada 1936 szef Wydziału Specjalnego OGPU ZSRR/NKWD ZSRR, od 26 listopada 1935 komisarz bezpieczeństwa państwowego II rangi, od 28 listopada 1936 do 1 kwietnia 1937 szef Zarządu NKWD Kraju Wschodniosyberyjskiego/obwodu wschodniosyberyjskiego. 
1 kwietnia 1937 aresztowany, 20 czerwca 1937 skazany na śmierć przez Kolegium Wojskowe Sądu Najwyższego ZSRR i rozstrzelany. Odrzucono wniosek bliskich o rehabilitację.

## Odznaczenia
Po skazaniu został ich pozbawiony. 
- Order Czerwonego Sztandaru (3 kwietnia 1930)
- Odznaka "Honorowy Funkcjonariusz Czeki/GPU (V)" (1929)
- Odznaka "Honorowy Funkcjonariusz Czeki/GPU (XV)" (20 grudnia 1932)